# Qi Jiang (vattendrag i Kina)
Qi Jiang (kinesiska: 郪江) är ett vattendrag i Kina. Det ligger i provinsen Sichuan, i den sydvästra delen av landet, omkring 130 kilometer öster om provinshuvudstaden Chengdu.
Genomsnittlig årsnederbörd är 1 312 millimeter. Den regnigaste månaden är juli, med i genomsnitt 321 mm nederbörd, och den torraste är december, med 6 mm nederbörd.